# Aleksander Enholc

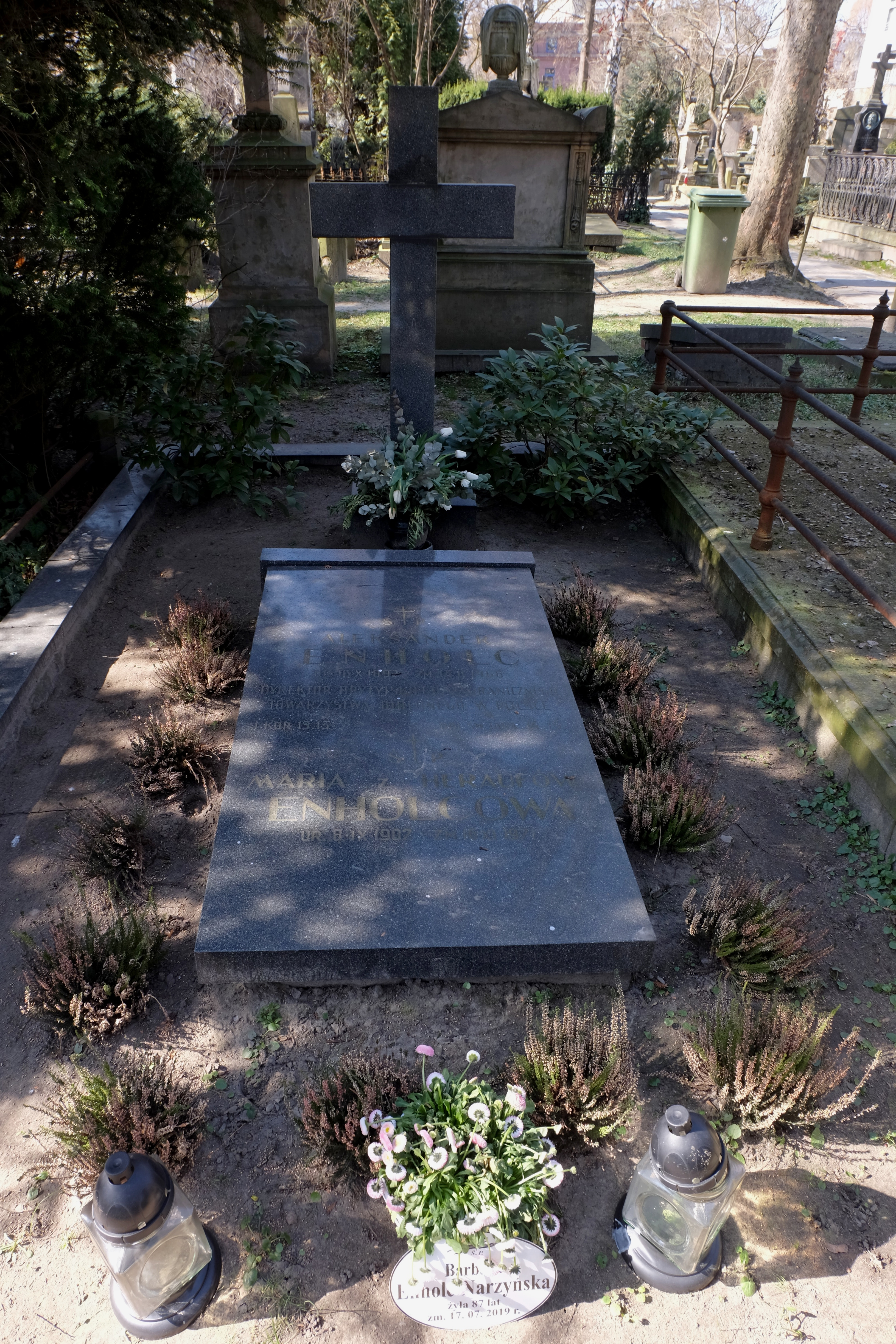
Grób Aleksandra Enholca i jego córki Barbary na cmentarzu ewangelicko-reformowanym w Warszawie

Aleksander Enholc (ur. 16 października 1892, zm. 16 lutego 1968) – polski działacz kalwiński i ekumeniczny, w latach 1920–1967 dyrektor Brytyjskiego i Zagranicznego Towarzystwa Biblijnego w Warszawie (od 1990 Towarzystwo Biblijne w Polsce).

## Życiorys
W 1920 doprowadził do reaktywacji Brytyjskiego i Zagranicznego Towarzystwa Biblijnego w Warszawie, którego był wieloletnim dyrektorem. Zorganizował placówkę towarzystwa przy ul. Hortensji 3, a następnie w Alejach Jerozolimskich. W czasie okupacji niemieckiej podczas II wojny światowej nie zaprzestał działalności, w związku z czym był przesłuchiwany przez władze okupacyjne w siedzibie gestapo przy Alei Szucha w Warszawie. Po wojnie związał się z Kościołem Ewangelicko-Reformowanym w PRL, w ramach którego pełnił między innymi funkcję członka Kolegium kościelnego, a następnie radcy Konsystorza. Doprowadził również ponownie do reaktywacji Brytyjskiego i Zagranicznego Towarzystwa Biblijnego w Warszawie oraz zaangażował w prace Polskiej Rady Ekumenicznej, w ramach której piastował funkcję skarbnika, a następnie przewodniczącego Komisji Rewizyjnej.
Jego córką była Barbara Enholc-Narzyńska, dyrektor Towarzystwa Biblijnego w Polsce w latach 1967–2003. Pochowany na cmentarzu ewangelicko-reformowanym w Warszawie (kwatera K-2-2).